# Robert Mulliken
Robert Sanderson Mulliken (Newburyport (Massachusetts), 7 juni 1896 – Arlington, 31 oktober 1986) was een Amerikaanse fysicus en chemicus die het hoofdaandeel had in de ontwikkeling van de molecuulorbitaaltheorie. In 1966 ontving hij hiervoor de Nobelprijs voor Scheikunde.

## Biografie
Mulliken werd geboren in 1896 als zoon van Samuel Parsons Mulliken (1863-1934) en Katherine Wilmorth Mulliken. Hij bezocht de Newburyport High School en studeerde aan de Massachusetts Institute of Technology (MIT), waar zijn vader hoogleraar in de organische chemie was. In 1917 behaalde hij de titel Bachelor of Science in de scheikunde en in 1921 behaalde hij aan de Universiteit van Chicago zijn doctoraat in de fysische chemie. Hiervoor deed hij onderzoek naar de scheiding van de isotopen van kwik door middel van verdamping. In 1923 ging hij naar de Harvard-universiteit nadat zijn verzoek om bij Rutherford te studeren was afgewezen. Aan Harvard raakte hij geïnteresseerd in het bestuderen van spectraallijnen van diatomische moleculen.
In 1925 en 1927 reisde Mulliken door Europa waar hij onderzoek deed met kwantumfysici en Nobelprijswinnaars als Erwin Schrödinger, Paul Dirac, Werner Heisenberg, Louis de Broglie, Max Born en Walther Bothe. Samen met Friedrich Hund, die assistent was van Born, deed hij onderzoek naar de kwantuminterpretatie van de bandenspectra van diatomische moleculen, moleculen die uit twee atomen bestaan. In 1927 ontwikkelden zij de moleculaire orbitaaltheorie, die ook wel de Hund-Mulliken theorie wordt genoemd, en een compleet nieuw model beschreef voor de studie van moleculen. In deze theorie worden elektronen toegeschreven aan toestanden die zich over het gehele molecuul uitstrijken.
Van 1926 tot 1928 doceerde hij aan de natuurkundefaculteit van de New York-universiteit (NYU). Dit was zijn eerste erkenning als fysicus; hoewel zijn werk als belangrijk werd gezien door chemici was het duidelijk dat dit op het grensvlak lag tussen beide wetenschappen. Vervolgens keerde hij terug naar de Universiteit van Chicago als universitair docent natuurkunde, in 1931 werd hij er hoogleraar. Aan zowel NYU als in Chicago ging hij verder met het verfijnen van zijn molecuulorbitaaltheorie.
Tijdens de Tweede Wereldoorlog, van 1942 tot 1945, was hij verbonden aan het plutoniumproject van de Universiteit van Chicago, waardoor hij bijdroeg tot de ontwikkeling van de kernbom. In 1955 diende hij kortstondig als wetenschappelijk attaché bij de Amerikaanse ambassade in Londen. Na zijn periode als hoogleraar natuur- en scheikunde aan de Universiteit van Chicago (1956-1961) was hij gasthoogleraar aan verscheidene universiteiten, waaronder die van Amsterdam. Later was hij van 1964 tot 1981 hoogleraar fysische chemie aan de Florida State University.
In 1929 huwde hij Mary Helen von Noè, de dochter van Adolf Carl Noè, hoogleraar geologie aan de Universiteit van Chicago. Het koppel kreeg twee dochters, Lucia Maria en Valerie Noè. Zijn echtgenote vergezelde haar man op vele van zijn overzeese reizen.
1901: Van 't Hoff ·
1902: E. Fischer ·
1903: Arrhenius ·
1904: Ramsay ·
1905: Baeyer ·
1906: Moissan ·
1907: Buchner ·
1908: Rutherford ·
1909: Ostwald ·
1910: Wallach ·
1911: Curie ·
1912: Grignard, Sabatier ·
1913: Werner ·
1914: Richards ·
1915: Willstätter ·
1918: Haber ·
1920: Nernst ·
1921: Soddy ·
1922: Aston ·
1923: Pregl ·
1925: Zsigmondy ·
1926: Svedberg ·
1927: Wieland ·
1928: Windaus ·
1929: Harden, Euler-Chelpin ·
1930: H. Fischer · 
1931: Bosch, Bergius ·
1932: Langmuir ·
1934: Urey ·
1935: F. Joliot-Curie, I. Joliot-Curie ·
1936: Debye ·
1937: Haworth, Karrer ·
1938: Kuhn ·
1939: Butenandt, Ružička ·
1943: Hevesy · 
1944: Hahn ·
1945: Virtanen ·
1946: Sumner, Northrop, Stanley ·
1947: Robinson · 
1948: Tiselius · 
1949: Giauque ·
1950: Diels, Alder ·
1951: McMillan, Seaborg ·
1952: Martin, Synge ·
1953: Staudinger ·
1954: Pauling ·
1955: Vigneaud ·
1956: Hinshelwood, Semjonov ·
1957: Todd ·
1958: Sanger ·
1959: Heyrovský ·
1960: Libby ·
1961: Calvin ·
1962: Perutz, Kendrew ·
1963: Ziegler, Natta ·
1964: Hodgkin ·
1965: Woodward ·
1966: Mulliken ·
1967: Eigen, Norrish, Porter ·
1968: Onsager ·
1969: Barton, Hassel ·
1970: Leloir ·
1971: Herzberg ·
1972: Anfinsen, Moore, Stein · 
1973: E.O. Fischer, Wilkinson · 
1974: Flory ·
1975: Cornforth, Prelog ·
1976: Lipscomb ·
1977: Prigogine · 
1978: Mitchell ·
1979: Brown, Wittig ·
1980: Berg, Gilbert, Sanger ·
1981: Fukui, Hoffmann ·
1982: Klug ·
1983: Taube ·
1984: Merrifield ·
1985: Hauptman, Karle ·
1986: Herschbach, Lee, Polanyi ·
1987: Cram, Lehn, Pedersen ·
1988: Deisenhofer, Huber, Michel ·
1989: Altman, Cech ·
1990: Corey ·
1991: Ernst ·
1992: Marcus ·
1993: Mullis, Smith ·
1994: Olah ·
1995: Crutzen, Molina, Rowland ·
1996: Curl, Kroto, Smalley ·
1997: Boyer, Walker, Skou ·
1998: Kohn, Pople ·
1999: Zewail ·
2000: Heeger, MacDiarmid, Shirakawa ·
2001: Knowles, Noyori, Sharpless ·
2002: Fenn, Tanaka, Wüthrich ·
2003: Agre, MacKinnon ·
2004: Ciechanover, Hershko, Rose ·
2005: Grubbs, Schrock, Chauvin ·
2006: Kornberg ·
2007: Ertl ·
2008: Shimomura, Chalfie, Tsien ·
2009: Steitz, Yonath, Ramakrishnan ·
2010: Heck, Negishi, Suzuki ·
2011: Shechtman ·
2012: Kobilka, Lefkowitz ·
2013: Karplus, Levitt, Warshel ·
2014: Betzig, Hell, Moerner ·
2015: Lindahl, Modrich, Sancar ·
2016: Sauvage, Stoddart, Feringa ·
2017: Dubochet, Frank, Henderson · 
2018: Arnold, Winter, Smith ·   
2019: Goodenough, Whittingham, Yoshino ·
2020: Charpentier, Doudna ·
2021: List, MacMillan ·
2022: Bertozzi, Meldal, Sharpless ·
2023: Bawendi, Brus, Jekimov ·
2024: Baker, Hassabis, Jumper